# محمدآباد درویش
محمدآباد درویش روستایی در دهستان زیدآباد، بخش مرکزی شهرستان سیرجان در استان کرمان است.
جمعیت این روستا در سال ۱۳۸۵، ۱۳ نفر بوده‌است.